# HyTime
Hypermedia/Time-based Document Structuring Language (em português, padrão para representação estruturada de hipermídia e informação baseada em tempo), conhecido por HyTime é uma linguagem de marcação que é uma aplicação do SGML.
Um documento HyTime é visto como um conjunto de eventos concorrentes dependentes de tempo (áudio, vídeo, etc.), conectados por webs ou hiperlinks.
O padrão HyTime é independente dos padrões de processamento de texto em geral. Ele fornece a base para a construção de sistemas hipertexto padronizados, consistindo de documentos que aplicam os padrões de maneira particular.